# Павловец Преградски
Павловец Преградски је насељено место у саставу града Преграде у Крапинско-загорској жупанији, Хрватска. До територијалне реорганизације у Хрватској налазио се у саставу старе општине Преграда.

## Становништво
На попису становништва 2011. године, Павловец Преградски је имао 229 становника.

## Попис1991.
На попису становништва 1991. године, насељено место Павловец Преградски је имало 224 становника, следећег националног састава:
| Попис 1991.‍ | Попис 1991.‍ | Попис 1991.‍ | Попис 1991.‍ | Попис 1991.‍ |
| ----------- | ----------- | ----------- | ----------- | ----------- |
|             |             |             |             |             |
| Хрвати      | Хрвати      |             | 222         | 99,10%      |
| Словенци    | Словенци    |             | 1           | 0,44%       |
| непознато   | непознато   |             | 1           | 0,44%       |
| укупно: 224 |             |             |             |             |